# Sítio do Quinto
Sítio do Quinto è un comune del Brasile nello Stato di Bahia, parte della mesoregione del Nordeste Baiano e della microregione di Jeremoabo.

## Geografia
Sítio do Quinto è un comune situato nello stato di Bahia, nel nord-est del Brasile. Fa parte della mesoregione di Nordeste Baiano e della microregione di Jeremoabo. La città si trova a circa 400 km a nord-ovest della capitale statale Salvador e a 900 km a nord-est di Brasilia, la capitale federale del Brasile.
Il territorio del comune si estende su una superficie di circa 911 km², caratterizzato principalmente da una vegetazione di tipo caatinga, tipica delle regioni semi-aride brasiliane. La sua altitudine media è di circa 300 metri sul livello del mare.

## Storia
Sítio do Quinto fu ufficialmente riconosciuto come comune il 12 giugno 1989, quando si separò dal vicino comune di Jeremoabo. Prima di ottenere la propria autonomia, l'area faceva parte del distretto di Jeremoabo ed era principalmente conosciuta per l'agricoltura e l'allevamento di bestiame.
Il nome "Sítio do Quinto" deriva da una proprietà rurale locale chiamata appunto "Sítio", che apparteneva a una famiglia di coloni di nome "Quinto", che svolse un ruolo importante nello sviluppo dell'area.

## Economia
L'economia di Sítio do Quinto è prevalentemente basata sull'agricoltura e sull'allevamento. Tra i principali prodotti agricoli coltivati nella regione vi sono il mais, i fagioli e il manioca. Anche l’allevamento di bovini e caprini svolge un ruolo significativo nell’economia locale, con numerose fattorie distribuite nel territorio del comune.

## Popolazione
Secondo le stime del 2020, la popolazione di Sítio do Quinto era di circa 12 000 abitanti. La maggior parte della popolazione vive in aree rurali, con una bassa densità di popolazione rispetto ad altre regioni del Brasile.
La città è caratterizzata da una forte coesione sociale, con una popolazione principalmente di origine mista, discendente da europei, africani e indigeni, tipica della composizione etnica della regione nord-orientale del Brasile.